# Sobrado (architecture)
Pour les articles homonymes, voir Sobrado.

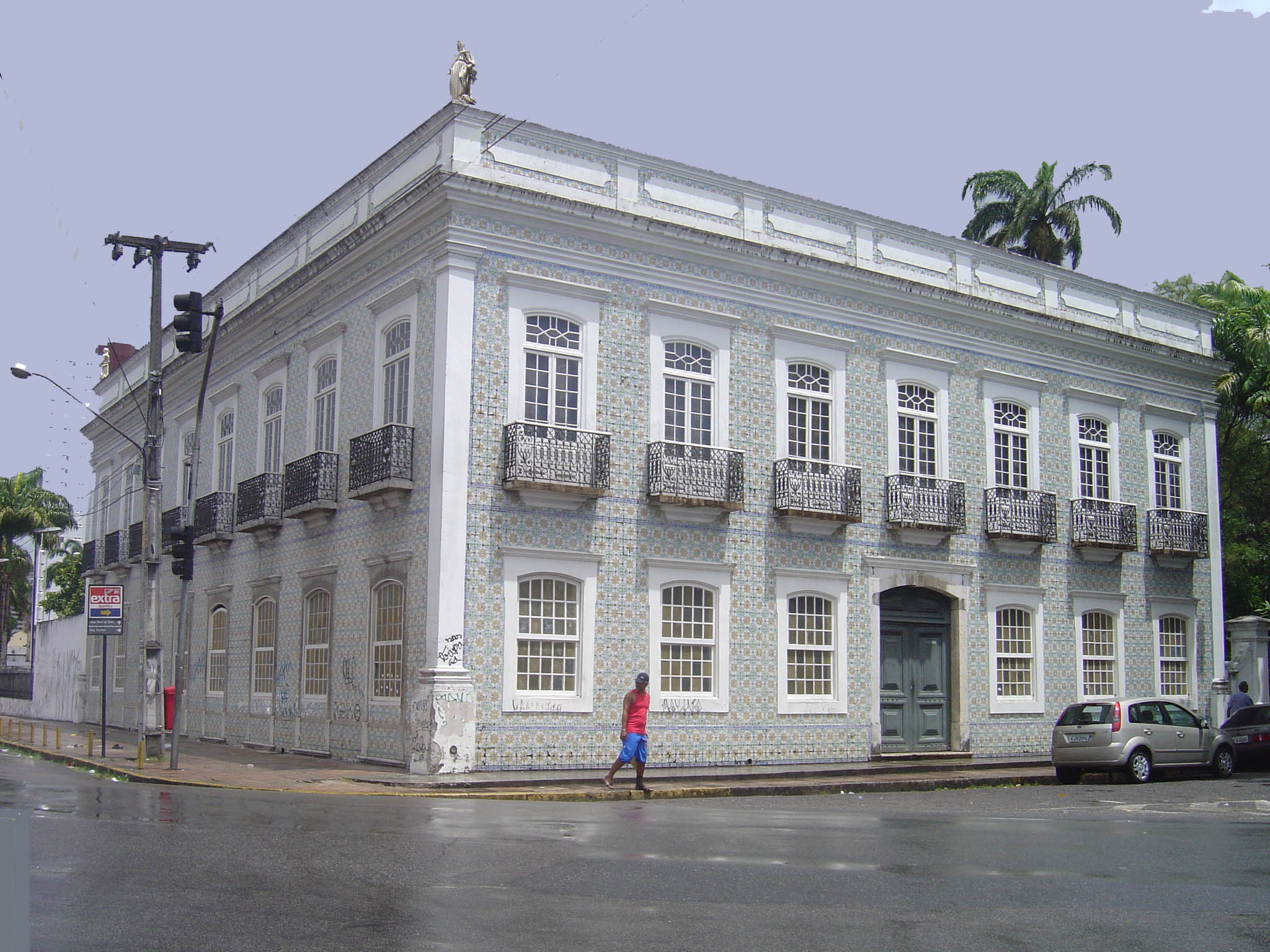
Sobrado de Madalena, Recife.

Un sobrado est un type d'édifice de l'époque coloniale portugaise.
Dotés d'un ou plusieurs étages et de balcons, les sobrados étaient les résidences des notables urbains, notamment dans l'ancienne capitale du Brésil, Salvador (Bahia). On les trouve également au Cap-Vert, particulièrement à São Filipe sur l'île de Fogo et en Angola, à Luanda.